# Торинска плащаница
Торинската плащаница (на италиански: Sindone di Torino) е къс ленено платно, носещо негативния образ на човек.
Някои твърдят, че изображението изобразява Иисус от Назарет, а тъканта е погребалната плащаница, в която той е бил
увит след разпятието. Научният анализ обаче, я датира в периода 13 – 14 век. Тази проба се е фокусирала върху малък ъгъл
на платното, който е бил ремонтиран някъде между 1200 и 1400 г. поради износване. Ново изследване от 2024 година
обаче показва, че плащеницата е от периода на разпъването на кръста на Иисус. Датирана е на около две хиляди години,
което съвпада с периода в който Иисус е живял. Римокатолическата
църква няма официално становище за сега, след новото изследване относно автентичността на плащаницата като религиозен
символ, но въпреки това мнозина папи и висши католически духовници са я почитали и призовават вярващите да се отнасят с
благоговение към плащаницата, „запечатала образа Господен“. Плащаницата се съхранява в катедралата „Св. Йоан Кръстител“
в Торино, откъдето е и името ѝ.

## История
Историята на Торинската плащаница е изпълнена с неясноти, поради което тя е считана от мнозина за фалшификат,
включително и от Римокатолическата църква. От Евангелието на Матей се знае за съществуването
на плащаница, в която Йосиф Ариматейски е повил тялото на Иисус Христос. Три века по-късно за нея се
говори в трудовете на Св. Кирил Йерусалимски. Очевидно до един момент плащаницата се е съхранявала в Йерусалим,
защото има епизодични споменавания за нея по времето на император Юстиниан Велики, както и по-късно в
трудовете на франкския епископ Аркулф. Следващите данни са чак след превземането
на Константинопол през 1204 г. от латинците, когато един от френските рицари – Робер дьо Клари твърди, че тя е
изчезнала.
Като религиозен символ с изключително значение за християнството е доста странно защо има толкова малко данни за нея
близо хилядолетие и половина. След Кръста Господен, на който е разпънат Иисус Христос, плащаницата
би трябвало да е следващата най-важна реликва за християните. Очевидно това е осъзнато по някое време през XIV век и
тогава в Троа се появява плащаница, която да привлича поклонници. В кореспонденция на епископа на Троа с папа
Климент VII още тогава става дума за това, че тя не е автентична, но папата дава разрешение да се почита, само ако
преди това се каже, че не става дума за истинската плащаница, а за нейно изображение. След
това (вероятно откупена) тя става собственост на Савойското херцогство. Макар да е пребивавала в
херцогския параклис Шамбери, после във Верчели, а от 1578 г. в Торино, тя остава савойска собственост чак до март 1983
г., когато според завещанието на Умберто Савойски тя е дарена на Светия Престол.

## Изследвания
Върху плащаницата са правени изследвания още от 50-те години на XX век, като най-подробните са от 1988 г., когато три
радиоактивни датирания по метода въглерод-14 показват, че плащаницата е от периода между
1260 – 1390 г. Датирането от друга страна съвпада
с първата поява на плащаницата в църковната история.

### Хипотези
Плащаницата при пожара през 1532 година е била подложена на въздействието на висока температура при ниско съдържание на
кислород. Докторът на биологическите науки, биохимикът Дмитрий Кузнецов от научно-изследователската лаборатория за
биополимери „Е. А. Седов“ в Москва е провел експерименти за оценка на точността на [[Радиовъглеродно
датиране|радиовъглеродното датиране]] на образци, предварително подложени на силно нагряване. Кузнецов е получил древна тъкан от Израел, радиовъглеродната
възраст на която е била определена на 200 години. Тъканта е била подложена на силно нагряване в присъствието на сребро,
след което радиовъглеродният анализ е показал възраст 1400 години. Кузнецов обяснява това с биодеградацията
(biofractionalization) на химическите връзки под въздействието на топлината и замърсяването на тъканта от външен
(extrinsic) източник на въглерод-14. Обаче някои изследователи оспорват изводите на Кузнецов, тъй като по тяхно
мнение условията, на които е била подложена тъканта при пожара, са невъзпроизводими.